# Ґоморра (фільм)
«Ґомора» (італ. Gomorra) — італійський кримінальний фільм 2008 року режисера Маттео Ґарроне. Стрічка зфільмована за книгою Роберто Савіано.

## Синопсис
Фільм розказує одразу п'ять різних історій: 
- Дон Чіро (Джанфеліче Імпарато) підстаркуватий чоловік, відповідальний за виплачування субсидій родичам ув'язнених;
- Тото (Сальваторе Абруццезе) 13-річний хлопчина, що йде у кримінальну банду після того, як ховає пістолет від поліції;
- Роберто (Карміне Паетерностер) випускник університету, що починає розчаровуватися у своєму харизматичному босі Франко (Тоні Сервілло), як результат його втягують у бізнес по захороненню токсичних відходів;
- Паскуале (Сальваторе Канталупо) талановитий кравець, що наражає своє життя на небезпеку, коли зголошується на роботу тренувати китайських конкурентів;
- Марко (Марко Макор) та Чіро (Чіро Петроне), двоє дурнів, що знаходять сховище зброї та вирішують зробити собі ім'я.

## У ролях
- Тоні Сервілло — Франко
- Джанфеліче Імпарато[it] — Дон Чіро
- Сальваторе Абруццезе[it] — Тото
- Джіджіо Морра[it] — Явароне
- Карміне Петерностер — Роберто
- Сальваторе Канталупо[it] — Паскуале
- Марко Макор —  Марко
- Чіро Петроне[it] — Чіро
- Марія Націонале[it] — Марія
- Сальваторе Стріано[it] — розкольник
- Сальваторе Руокко[it] — боксер
- Альфонсо Сантаґата[it] — Данте Серіні
- Італо Челоро[it] — фермер
- Фортунато Черліно[it] — син фермера